# 1603
1603 (MDCIII) var ett normalår som började en onsdag i den gregorianska kalendern och ett normalår som började en lördag i den julianska kalendern.

## Händelser

### Mars
- 14 mars – Karl IX grundar Göteborg i det att han ger byggmästare Hans Fleming i uppdrag att staka ut staden.
- 24 mars – När Elisabet I dör utan arvingar efterträds hon som regerande drottning av England och Irland av sin kusin Maria Stuarts son Jakob VI, som sedan 1567 är kung av Skottland och nu alltså även blir kung av England och Irland med regentnamnet Jakob I. Därmed förenas England och Skottland i en personalunion, som ett århundrade senare (1707) ersätts av en realunion, då de båda länderna bildar kungariket Storbritannien.

### Augusti
- Augusti – Hertig Karl utropar sig till kung under namnet Karl IX.

### Okänt datum
- Sverige hemsöks av pest.

## Födda
- 2 mars – Pietro Novelli, italiensk barockmålare.
- 23 juli – Axel Lillie, svensk generalguvernör, fältmarskalk och riksråd.
- 17 augusti – Lennart Torstenson, svensk fältmarskalk och riksråd.
- Margareta Brahe, svensk hovfunktionär.

## Avlidna
- 18 februari – Claude Catherine de Clermont, guvernant till Frankrikes barn.
- 24 mars – Elisabet I, regerande drottning av England och Irland sedan 1558.[1]
- 26 oktober – Otto II av Braunschweig-Lüneburg-Harburg, tysk hertig.
- 13 december – François Viète, fransk matematiker.

### Fotnoter
1. ↑  Det hände i dag